# Tulasnella valentini
Tulasnella valentini är en svampart som beskrevs av Van de Put 1997. Tulasnella valentini ingår i släktet Tulasnella och familjen Tulasnellaceae.   Inga underarter finns listade i Catalogue of Life.